# Blackburn Firebrand
Die Blackburn Firebrand war ein einmotoriges britisches Marine-Jagdflugzeug und Jagdbomber der Blackburn Aircraft. Ursprünglich wurde es um einen 24-Zylinder-H-Motor Napier Sabre III entwickelt, musste jedoch wegen des Mangels an diesen Triebwerken an den Doppelsternmotor Bristol Centaurus VII (später Centaurus IX) angepasst werden. Der Erstflug war 1942, sie wurde jedoch erst am 1. September 1945 mit dem Centaurus-Motor bei der Fleet Air Arm der Royal Navy in Dienst gestellt.

## Entwicklung
Die Firebrand wurde ab 1940 von der Blackburn Aircraft als Marinejäger für die Fleet Air Arm der Royal Navy entwickelt. Die Entwicklung der Maschine dauerte jedoch aufgrund des Mangels an den ursprünglich vorgesehenen Motoren und anderer technischer Probleme relativ lange. Ein erster unbewaffneter Prototyp flog am 27. Februar 1942 und die bewaffnete Variante F Mk. I (B-37) im Juli des Jahres. Da der zum Antrieb vorgesehene H-Motor Napier Sabre auch schon für die Hawker Typhoon sowie die Hawker Tempest verwendet wurde, war er nicht in ausreichendem Maße verfügbar, weshalb von der ersten Version F Mk. I, die mit guten Leistungen überzeugte, nur neun Exemplare gebaut werden. In der Folge musste ein anderer Motor eingebaut und damit auch der ganze Entwurf überarbeitet werden.
Die Maschine wurde dann zum trägergestützten Torpedobomber umgebaut. Damit konnte sie neben Torpedos auch Bomben und ungelenkte Raketen tragen, war aber nach wie vor luftkampftauglich. Die erste Variante war die TF Mk. II (B-37), eine modifizierte Mk. I mit breiteren Tragflächen und einer Torpedohalterung. Diese flog erstmals am 31. März 1943 und wurde in nur zwölf Exemplaren gebaut.
Mit der TF Mk. III (B-45) erfolgte der Wechsel zum Bristol-Centaurus-VII-Doppelsternmotor. Der Erstflug dieser Version erfolgte am 21. Dezember 1943. Allerdings stellte man fest, dass der neue Motor über den Propeller starke Kreiselkräfte erzeugte, was die Ruderkontrolle sehr erschwerte. Die TF Mk. III wurde deshalb als unbrauchbar für Flugzeugträger angesehen und der gesamte Rumpf musste überarbeitet werden.
Die TF Mk. IV (B-46) bekam noch einmal einen neuen Motor, den Bristol Centaurus IX (eine verbesserte Version des Centaurus) und ein größeres Heckleitwerk sowie Sturzflugbremsen. Der Erstflug der TF Mk. IV erfolgte am 17. Mai 1945. Danach ging sie in Serie, und die ersten Maschinen wurden am 1. September 1945 bei der Fleet Air Arm der Royal Navy in Dienst gestellt. Von der TF Mk. IV wurden insgesamt 102 Maschinen gebaut. Später folgte noch 68 Exemplare der TF.5 und der TF.5A. Danach wurden noch 40 TF Mk. IV zu TF.5 umgerüstet.
Eine Weiterentwicklung der Firebrand war die Blackburn Firecrest.

## Produktionszahlen
| Jahr           | 1942 | 1943 | 1944 | 1945 | 1946 | Summe |
| -------------- | ---- | ---- | ---- | ---- | ---- | ----- |
| F.I Prototypen | 3    |      |      |      |      | 3     |
| TF.I           |      | 5    | 4    |      |      | 9     |
| TF.II          |      |      | 12   |      |      | 12    |
| TF.III         |      |      | 3    | 26   |      | 29    |
| TF.IV          |      |      |      | 91   | 79   | 170   |
| Summe          | 3    | 5    | 19   | 117  | 79   | 223   |

Aus dem ersten Produktionslos der TF.IV (102 Flugzeuge) wurden in den Jahren 1948 und 1949 67 zu TF.5 und sechs zu TF.5A umgebaut. Das zweite Produktionslos der TF.IV von 68 Flugzeugen verblieb nach Fertigstellung im Jahre 1946 bei Blackburn. Davon wurden im ersten Halbjahr 1947 67 zu TF.5 umgebaut und lediglich eine als TF.IV geliefert.

## Einsatzzeit
Die Firebrand kam im Zweiten Weltkrieg nicht mehr zum Einsatz, blieb aber bis 1953 in der ersten Reihe auf den Flugzeugträgern der Royal Navy.

## Technische Daten

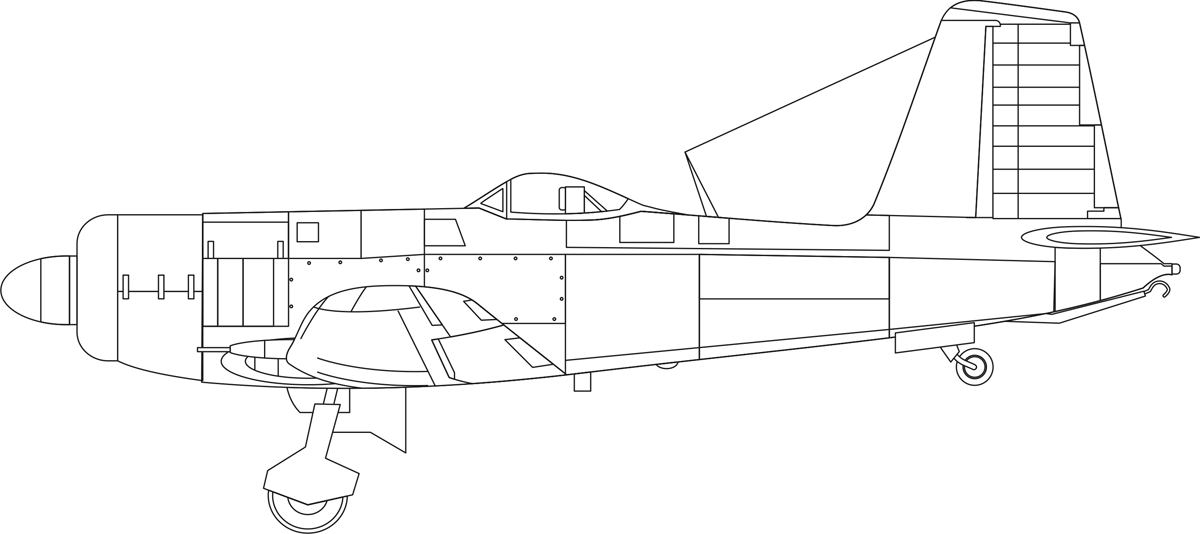
Blackburn Firebrand

| Kenngröße             | Daten der Firebrand TF.5 (B-46)                                             |
| --------------------- | --------------------------------------------------------------------------- |
| Besatzung             | 1                                                                           |
| Länge                 | 12 m                                                                        |
| Spannweite            | 15,62 m                                                                     |
| Höhe                  | 4,04 m                                                                      |
| Flügelfläche          | 35,44 m²                                                                    |
| Flügelstreckung       | 6,9                                                                         |
| Leermasse             | 5150 kg                                                                     |
| Startmasse            | 7360 kg                                                                     |
| Antrieb               | 1 × 18-Zylinder-Doppelsternmotor Bristol Centaurus IX mit 2500 PS (1865 kW) |
| Höchstgeschwindigkeit | 560 km/h                                                                    |
| Dienstgipfelhöhe      | 8685 m                                                                      |
| Reichweite            | 2000 km                                                                     |
| Bewaffnung            | 4 × 20-mm-Hispano-Mk.II-Kanonen, 1 × 840-kg-Torpedo oder 2 × 454-kg-Bomben  |